# Cemal Gürsel
Cemal Gürsel (1895. október 13. – 1966. szeptember 14.) a török hadsereg tábornoka, az 1960-as törökországi katonai puccs után Törökország negyedik köztársasági elnöke. Katonatisztként harcolt Gallipolinál és a török függetlenségi háborúban is. Nevéhez fűződik többek között a Nemzeti Hírszerzési Hivatal megreformálása és a TRT, az állami televíziótársaság alapítása is; hivatali ideje alatt született meg az első török személygépkocsi, a Devrim (Forradalom).